# Playa del Puntal (Cantabria)
La playa del Puntal, o simplemente El Puntal, es una extensa playa y barra de arena que cierra por su lado sur la entrada a la bahía de Santander. Está situada en la localidad de Somo, perteneciente al municipio de Ribamontán al Mar, en la comunidad autónoma de Cantabria (España), y por su lado norte recibe el nombre de Las Quebrantas.
Se encuentra en la parte noreste de la bahía de Santander, justo en frente de la ciudad, de la que se tiene una bonita panorámica desde la misma. La playa consiste en un gran arenal de 4,5 kilómetros con un sistema dunar en su zona central. La cara norte de la playa está abierta al mar Cantábrico y presenta oleaje frecuentemente. Por otro lado, la parte sur está dentro de la bahía de Santander y tiene aguas tranquilas y poco profundas.
En verano hay un servicio de barcos que une Santander con esta playa. El resto del año solo se puede acceder en embarcaciones privada o caminado desde la localidad de Somo.
En algunas zonas, especialmente en las dunas, se practica nudismo.

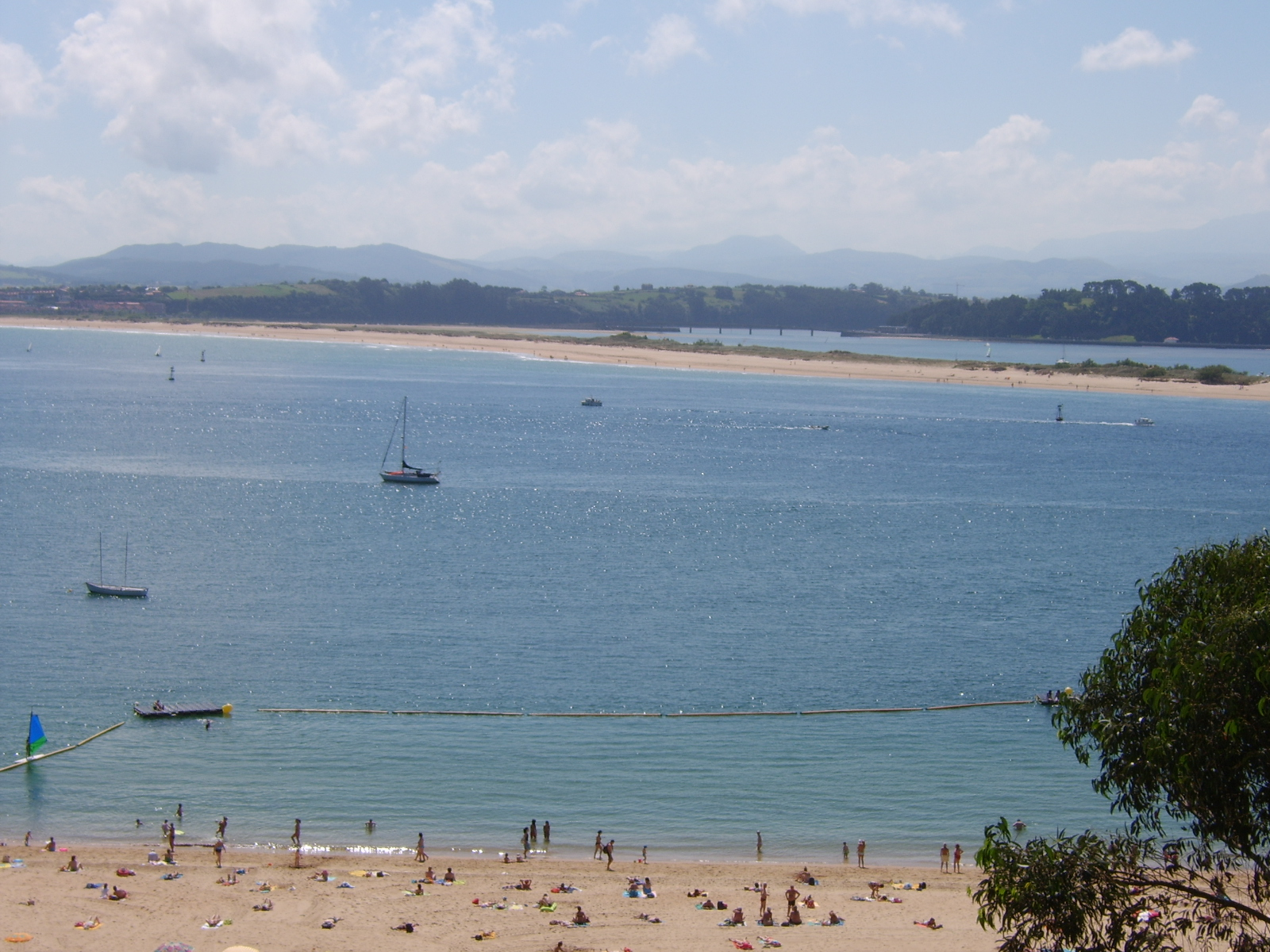
Arenal del Puntal (al fondo) desde Santander.
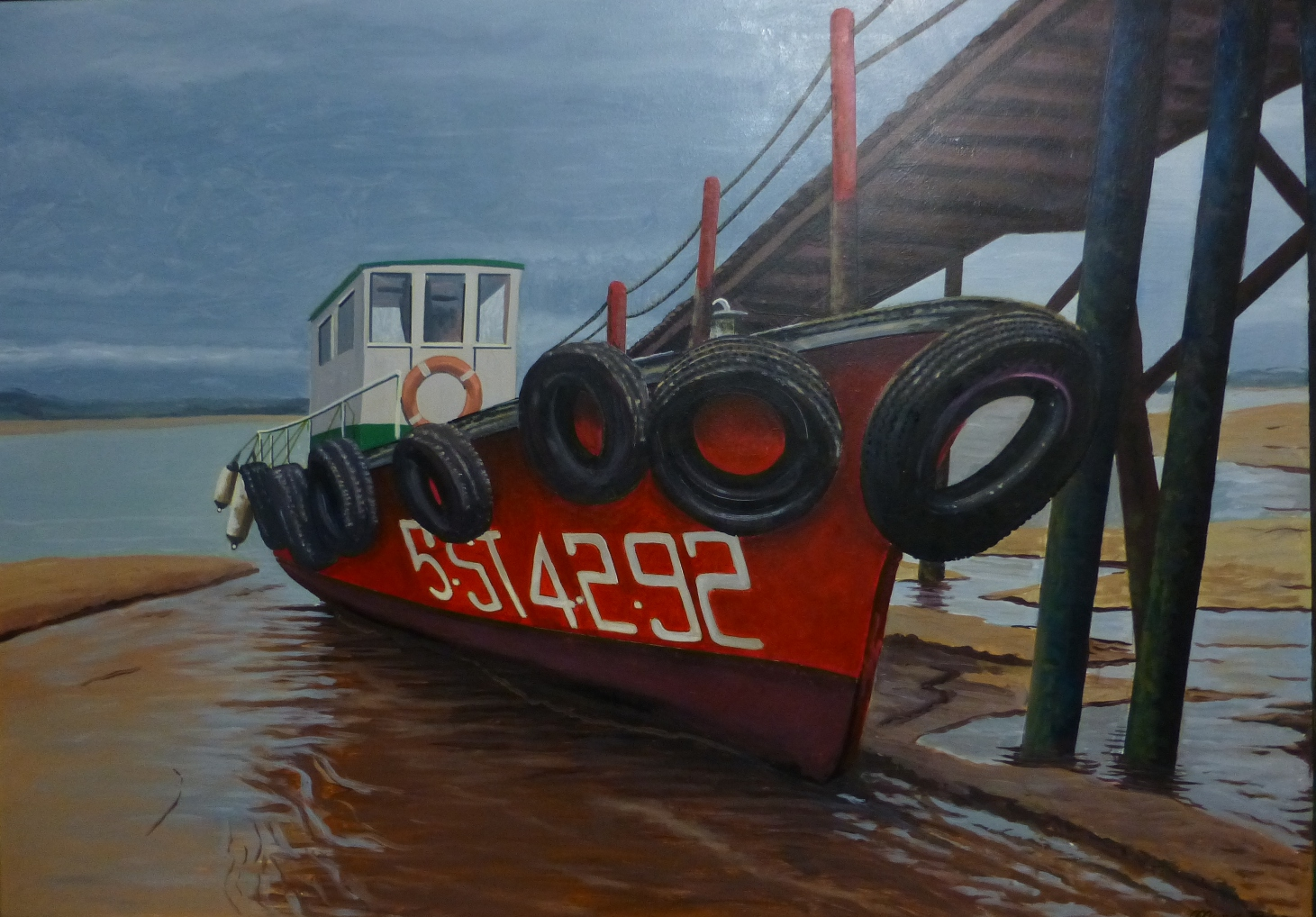
Lancha que realiza el viaje desde Santander a la playa.
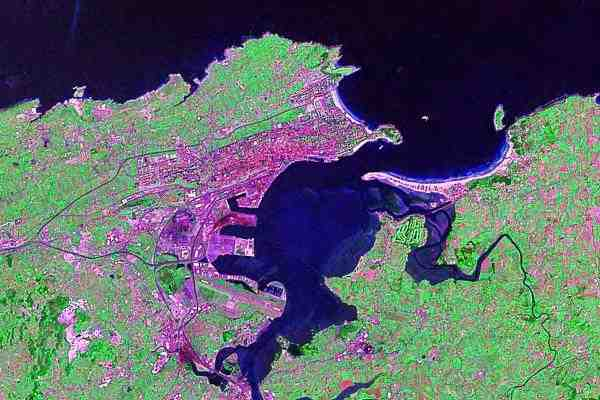
Imagen satélite de Santander. A la derecha se ve la barra de arena de El Puntal que cierra la bahía.
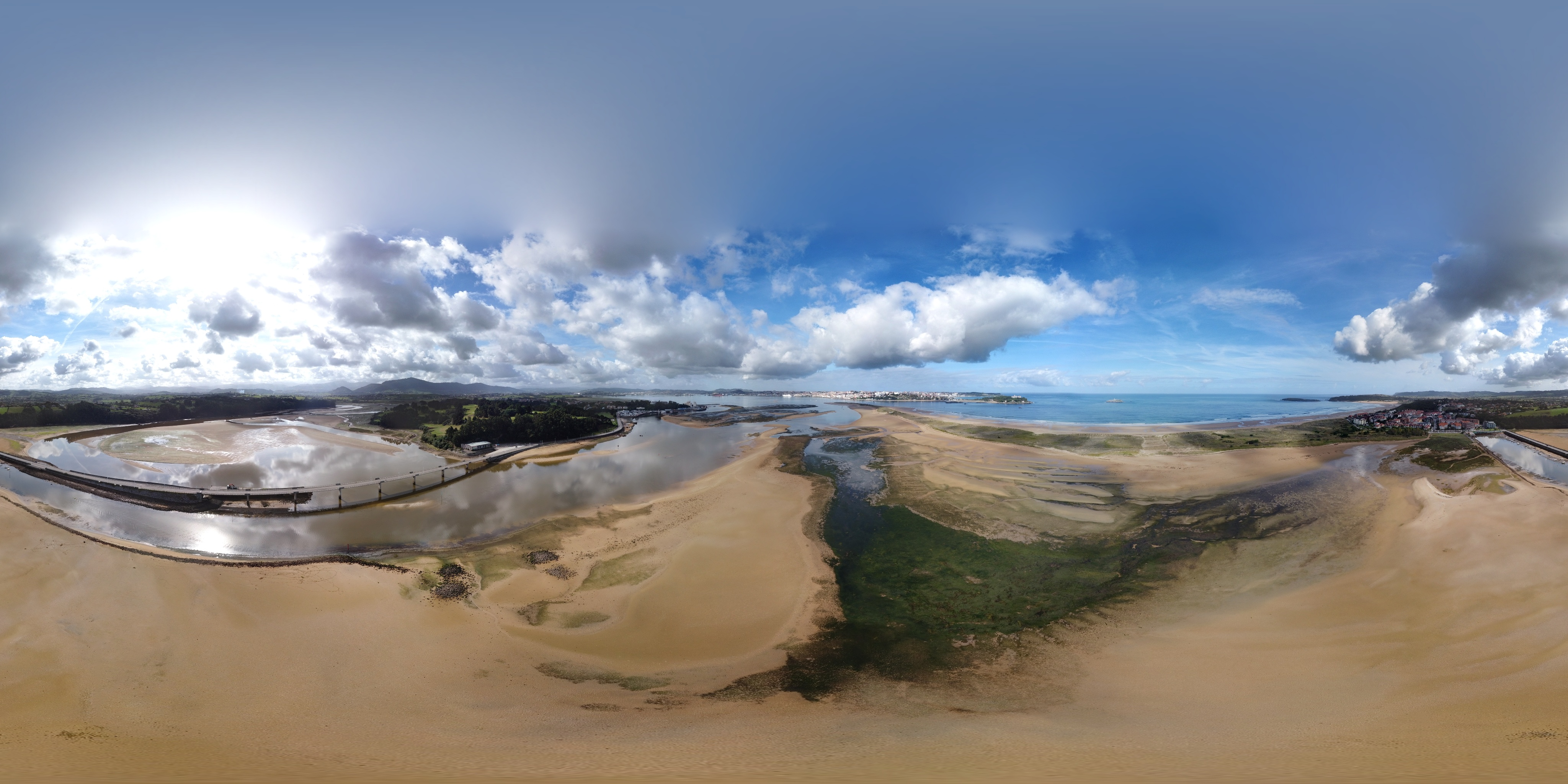
Vista 360º de El Puntal desde Somo